# James Stemple
James Stemple est un compositeur de musiques de films.

## Filmographie
- 1987 : La loi est la loi (Jake and the Fatman) (TV)
- 1989 : Damned River
- 1989 : The Last Ride (court métrage)
- 1990 : Les Tiny Toons ("Tiny Toon Adventures") (série TV)
- 1992 : Lost City of Arabia (TV)
- 1992 : Adventures in Spying
- 1992 : Batman (série TV)
- 1992 : Likely Suspects (série TV)
- 1993 : La Panthère rose ("The Pink Panther") (série TV)
- 1995 : JAG ("JAG") (série TV)
- 1997 : Every Dog Has Its Day
- 1997 : The Clearing
- 1998 : Panama: Paradise Found? (TV)
- 1999 : Heroes of the High Frontier (TV)
- 2002 : First Monday (série TV)
- 2003 : Bukowski: Born into This
- 2005 : Shakespeare Behind Bars